# Kàmianka
Kàmianka — Кам'янка (ucraïnès) — o — Kàmenka (rus) — és un poble de la República Autònoma de Crimea a Ucraïna, que el 2014 tenia 171 habitants. Pertany al districte rural de Pervomaiske.